# Aeletes floridae
Aeletes floridae är en skalbaggsart som först beskrevs av Sylvain Auguste de Marseul 1862.  Aeletes floridae ingår i släktet Aeletes och familjen stumpbaggar. Inga underarter finns listade i Catalogue of Life.